# John Ford (dramatiker)
John Ford (født 1586, død 1639) var en engelsk dramatisk forfatter.
Ford kom som ung til London og studerede jura. I 1606 optrådte han som forfatter med sørgedigtet Fame's Memorial til minde om den nylig afdøde Charles Blunt, Jarl af Devonshire. Dels ene, dels i forening med andre forfattere, for eksempel Dekker og Rowley (The Witch of Edmonton) skrev han en række dramaer, af hvilke mange hører til tidens bedste.
De bedst kendte af hans egne Arbejder er: den historiske tragedie Perkin Warbeck samt de romantiske tragedier 'Tis a pity she is a Whore og The broken Heart. Disse arbejder viser Ford som en tung og tungsindig skildrer af menneskelig sorg og ulykke; hans syn er mørkt, og han mangler ganske humor. En modern udgave af hans værker er den ved Havelock Ellis i Mermaid Series (London 1888).